# Mid-American Conference
La Mid-American Conference è un'associazione sportiva universitaria di tutto il panorama sportivo statunitense, fondata nel 1946.
Delle cinque squadre che fondarono la conference l'unica attualmente presente è Ohio. I club attualmente presenti sono 12 e sono provenienti prevalentemente dalla zona dei Grandi Laghi; la sede si trova a Cleveland, nell'Ohio.

## Le squadre
- Akron Zips
- Ball State Cardinals
- Bowling Green Falcons
- Buffalo Bulls
- Central Michigan Chippewas
- Eastern Michigan Eagles
- Kent State Golden Flashes
- Miami Redhawks
- Northern Illinois Huskies
- Ohio Bobcats
- Toledo Rockets
- Western Michigan Broncos

## Le squadre future
- UMass Minutemen e Minutewomen (aderendo il 1º luglio 2025)